# Oerlinghausen
Oerlinghausen település Németországban, azon belül Észak-Rajna-Vesztfália tartományban. Lakosainak száma 17 287 fő (2023. december 31.). Oerlinghausen Schloß Holte-Stukenbrock, Augustdorf, Lage, Leopoldshöhe és Bielefeld községekkel határos.

## Népesség
A település népességének változása:
| Lakosok száma | 14 479 | 17 530 | 17 286 | 17 001 | 17 238 | 17 287 |
|               | 1975   | 2017   | 2019   | 2021   | 2022   | 2023   |